# Notification (droit)
Pour les articles homonymes, voir notification.
 (octobre 2011).
Si vous disposez d'ouvrages ou d'articles de référence ou si vous connaissez des sites web de qualité traitant du thème abordé ici, merci de compléter l'article en donnant les références utiles à sa vérifiabilité et en les liant à la section « Notes et références ».
Une notification est une formalité en droit :
- par laquelle on tient officiellement une personne informée du contenu d'un acte auquel elle n'a pas été partie,
- ou par laquelle on lui donne un préavis,
- ou par laquelle on la cite à comparaître devant un tribunal,
- ou enfin, par laquelle on lui donne connaissance du contenu d'une décision de justice.

Dans le droit international, un état peut être obligé de notifier une information à un état riverain (ex : en cas de pollution de l'air transfrontalière), et/ou à d'autres états ou d'autres entités, par exemple dans le cadre de l'application de la Convention sur la notification rapide d'un accident nucléaire.

## Application
La notification d'une décision de justice fait courir les délais de recours. Ces délais sont variés et l'on peut distinguer les délais pour agir et les délais d'attente. Il faut calculer le point de départ et le point d'arrivée dies aquo : c'est le jour de l'acte de l'évènement, de la décision ou de la notification qui le fait courir.
Lorsque la notification concerne une assignation à comparaître, ou porte la connaissance une décision de justice, et est faite par huissier de justice, on parle de signification.

### En droit français
La forme des notifications est décrite au chapitre III du code de procédure civile, à partir de l'article 651.

### En droit européen
La Cour européenne des droits de l'homme impose aux États une notification des actes de procédure répondant au droit à un procès équitable.

## Forme des notifications en droit français

### Notification en la forme ordinaire
La notification en la forme ordinaire est différente de la signification. Elle est faite par voie postale. C'est le cas par exemple devant le Conseil de prud'hommes. On peut le faire soit par lettre recommandée soit par lettre simple. Il y a donc un risque que le destinataire indique qu'il n'a jamais reçu le courrier. L'article 770-1 du code de procédure civilefrançais permet de passer de la notification en la forme ordinaire à la signification, ce qui peut engendrer des conséquences sur la qualification du jugement. En ce qui concerne la date de la notification, il faut distinguer deux dates : celle de la réception pour le destinataire et celle de l'expédition pour l'expéditeur.

### Notification d'avocat à avocat
On procède par voie de notification en double exemplaire et on les dépose dans la toque de l'adversaire. Il y a la possibilité de passer par les huissiers audienciers. Cela va permettre de certifier la date de la notification.

### Notification internationale
On distingue les notifications intra-communautaires et extra-commuinautaires. Le parquet transmet l'acte au ministère et le gouvernement transmet l'acte au gouvernement étranger. Il y a un cheminement légal puis l'envoi d'une lettre directe. Selon un règlement du 29 mai 2000, au sein de chaque État, on désigne l'entité chargée des notifications. En France, c'est la Chambre Nationale des Huissiers de Justice. On peut notifier l'acte par tout moyen approprié.

### Notification électronique
Elle figure à l'article 748-1 du code de procédure civile. On permet des échanges de manière extrêmement souple. Elle ne peut être faite qu'avec le consentement du destinataire. Le décret du 9 décembre 2009 a ajouté l'article 930-1 du code de procédure civile. Devant la Cour d'appel, les avocats doivent procéder par voie électronique. Tout acte qui serait fait par support papier serait irrecevable. L'article 930-1 a été décalé dans le temps. Il n'entrera en vigueur qu'en 2013.

## Droit québécois
En droit québécois, les articles 109 à 139 du Code de procédure civile du Québec traitent des différents modes de notification.